# UL94
UL94是一個由美國Underwriters Laboratories公司發佈的塑膠可燃性標準。這標準根據不同厚度的塑膠燃燒的情況來將塑膠分類。從最低（最小阻燃性）到最高（最大阻燃性）的分類為：
- HB（水準燃燒）：在水準試樣上緩慢燃燒；厚度<3mm時燃燒速度<76mm/min或燃燒在100mm之前停止。 （燃燒速度低於 3 英尺/分鐘或在 5 英寸標記前停止燃燒。HB 級材料被視為“自熄性”材料。）[1]
- V-2（垂直燃燒）：垂直試樣在 30 秒內停止燃燒；允許有燃燒顆粒滴落。
- V-1（垂直燃燒）：垂直試樣在 30 秒內停止燃燒；允許有顆粒滴落，只要它們未著火。
- V-0（垂直燃燒）：垂直試樣在 10 秒內停止燃燒；允許有顆粒滴落，只要它們未著火。
- 5VB（表面燃燒）：垂直試樣在 60 秒內停止燃燒；不允許有顆粒滴落；板狀試樣可能存在燒穿（孔洞）。
- 5VA（表面燃燒）：垂直試樣在 60 秒內停止燃燒；不允許有顆粒滴落；板狀試樣可能存在燒穿（孔洞）。

測試一般使用一塊5英寸乘以0.5英寸樣本。針對5VA和5VB兩類評級，會對條狀和片狀的樣本進行測試，而焰的強烈程度大約是用於測試其他材料的五倍。還有其他的分類適用於低密度泡沫材料（HF-1、HF-2、HBF）和薄膜（VTM-0、VTM-1、VTM-2）。